# Prawo traktatów
Prawo traktatów – dział prawa międzynarodowego publicznego, składający się z ogółu norm prawnych regulujących zawieranie umów międzynarodowych, a także ich obowiązywanie i stosowanie oraz utratę mocy (wygaśnięcie, nieważność).
Prawo traktatów powstało i rozwijało się jako zwyczaj międzynarodowy. w 1969 roku zostało skodyfikowane w Konwencji wiedeńskiej o prawie traktatów. Konwencja, która weszła w życie w dniu 27 stycznia 1980 r. dotyczy umów zawartych między państwami w formie pisemnej.